# Mabel’s Blunder
Mabel’s Blunder (etwa: Mabels Irrtum) ist eine US-amerikanische Stummfilmkomödie von Mabel Normand aus dem Jahr 1914.

## Handlung
Mabel arbeitet als Sekretärin in einer Firma und ist heimlich mit Harry, dem Sohn des Firmenleiters, verlobt. Harrys Vater wiederum hat ebenfalls ein Auge auf Mabel geworfen. Eines Tages erscheint eine fremde Frau im Büro, die von Harry überschwänglich begrüßt wird. Mabel vermutet in ihr eine Nebenbuhlerin. Sie tauscht mit ihrem Bruder, der als Chauffeur arbeitet und Harry eine Einladung zum Tee mit Billy Bronx bringt, die Kleidung und fährt Harry und die fremde Frau zur Verabredung.
Mabels Bruder wird unterdessen von Harrys Vater für Mabel gehalten und ebenfalls zum Tee eingeladen. Auf der Fahrt zum Café versucht Mabels Vater, aufdringlich zu werden, doch kann der verschleierte Bruder Mabels ihn abwehren. Mabel wird am Ende zunächst von der Teegesellschaft für einen Mann gehalten und geschlagen, als sie als vermeintlicher Mann eine andere Frau tröstet. Schließlich wird der Schwindel offenbar und auch Mabels Bruder wird enttarnt. Es stellt sich am Ende heraus, dass die ominöse Frau niemand anderes als Harrys Schwester ist.

## Produktion
Der Film entstand unter dem Arbeitstitel The False Chaffeur. Er kam am 12. September 1914 in die US-amerikanischen Kinos und wurde einer der populärsten Film Mabel Normands.

## Auszeichnungen
Mabel’s Blunder wurde 2009 in das National Film Registry aufgenommen.

## Musik
Der Film wurde 2023 im Auftrag von ZDF/ARTE neuvertont. Der Soundtrack ist von dem Leipziger DJ SilentFilmDj live kompiliert. Der Film ist vom bis zum 31. Mai 2024 als Teil der Reihe Female Comedies über arte.tv kostenlos abrufbar.

## Belege
1. ↑  Jeanine Basinger: Silent Stars. Wesleyan University Press, Hanover 2000, S. 86.
2. ↑  Repertoire, auf silentfilmdj.wordpress.com